# François Gangloff
Pour les articles homonymes, voir Gangloff.
François Lucien Gangloff, né le 11 juillet 1898 à Bischheim (Alsace-Lorraine) - mort le 16 mars 1979 à Strasbourg (Bas-Rhin), est un gymnaste français licencié à Strasbourg.

## Biographie
Père de deux enfants, de taille moyenne, il est ajusteur au chemin de fer.
François Gangloff participe aux Jeux olympiques d'été de 1924 à Paris. Il y remporte deux médailles d'argent, l'une au saut de côté et l'autre au concours par équipes.

## Palmarès

### Jeux olympiques
- Paris 1924
  -  médaille d'argent au concours par équipes
  -  médaille d'argent au saut de côté

### Championnats de France
- Champion de France 1re catégorie artistique, en juin 1925 à Strasbourg (lors des "Grandes Fêtes Fédérales de Gymnastique", premier à six appareils, et dans sept épreuves diverses d'athlétisme).

### Autres
- Champion du Bas-Rhin, de la Fédération du Sud-Est, de la région du Rhin, de la Loire, etc.

## Notes et références

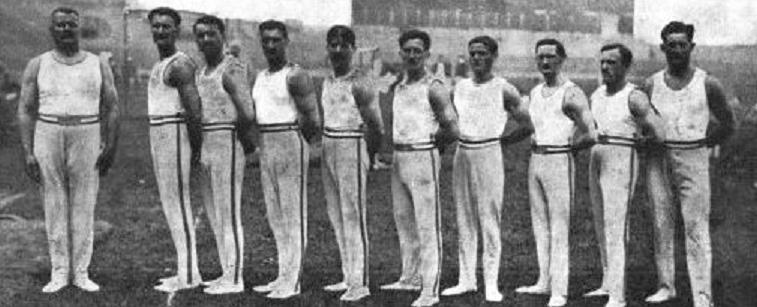
L’équipe de France de gymnastique, vice-championne olympique à Paris en 1924.